# Христодулу, Димитриос
Дими́триос Христоду́лу (греч. Δημήτριος Χριστοδούλου) (19 октября 1951 года) — греческий математик и физик, известный своими достижениями в области теории нелинейных уравнений математической физики, в частности, доказательством нелинейной стабильности пространства Минковского в общей теории относительности без космологического члена (вместе с Серджиу Клайнерманом), и доказательством устойчивости формирования ловушечных поверхностей, а следовательно, чёрных дыр и гравитационных сингулярностей, при эволюции пространства-времени. Является также одним из авторов концепции неприводимой массы чёрной дыры.

## Биография
Христодулу родился в Афинах, а степень PhD получил в Принстонском университете в 1971 году под научным руководством Джона Арчибальда Уилера. В 1971—1972 году работал в Калтехе, в 1972—1973 был профессором физики в Афинском университете. В 1973—1974 году был приглашён в CERN, а в 1975—1976 годах — в Международном центре теоретической физики в Триесте. С 1976 по 1981 год Христодолу — получатель стипендии Гумбольдта (англ. Humboldt Fellow) в Институте Макса Планка в Мюнхене, а в 1981—1983 — приглашённый член Курантовского института, затем, в 1983—1985 годах — профессор физики в Сиракузском университете, а в 1985—1987 — профессор математики там же. С 1988 года по 1992 — профессор математики Курантовского института, затем по 2001 год — Принстонского университета. В настоящее время (2016) работает профессором математики и физики в Швейцарской высшей технической школе Цюриха.
Имеет двойное гражданство: Греции и США.

## Научный вклад
При написании в Принстоне своей PhD диссертации «Investigations in Gravitational Collapse and the Physics of Black Holes» Димитриос (вместе с Ремо Руффини) в 1970—1971 годах ввёл важное понятие обратимых и необратимых процессов в физике чёрных дыр, а также понятие неприводимой массы чёрной дыры — такой массы, ниже которой уже существующая чёрная дыра не может опуститься ни при каких манипуляциях с ней в рамках классической физики, одновременно и независимо от Хокинга таким образом найдя и обосновав второй закон классической динамики чёрных дыр. После этого его работы начали двигаться в сторону математики, концентрируясь на проблемах гравитации и, чуть позже, гидродинамики. Важными вехами на этом пути оказались изучение анализа французской школы под руководством Ивонн Шоке-Брюа в 1977—1981 годы, а затем сотрудничество с Яу Шинтуном в США в 1981—1986 годах.
В 1993 году Христодулу с Клайнерманом опубликовал монографию, в которой излагалось исчерпывающее доказательство чрезвычайно трудной теоремы о нелинейной стабильности пространства Минковского относительно возмущений в рамках ОТО без космологического члена, полученное ими в серии работ 1984—1991 годов. В 1991 году его статья показала, что после прохождения цуга гравитационных волн правильная решётка из свободно падающих пробных тел искажается, не возвращаясь в исходное положение, что называется сейчас «нелинейным эффектом памяти». В течение 1987—1999 годов Христодулу опубликовал серию статей о гравитационном коллапсе сферически-симметричного самогравитирующего скалярного поля и о формировании чёрных дыр и сингулярностей пространства-времени. Он показал, что при таком коллапсе возможно образование голых сингулярностей, не закрытых горизонтом событий. Однако Христодулу удалось показать, что такие сингулярности неустойчивы относительно возмущений начальных данных.
В 2007 году вышла книга Христодулу о формировании ударных волн в 3-мерных сжимаемых жидкостях. Отчасти родственная задача формирования сингулярностей при эволюции пространства-времени в общем случае, не ограниченном сферической симметрией, которой Христодулу интенсивно занимался в 2001—2008 годах, была решена: впервые удалось показать, что в пустом пространстве-времени, изначально не содержащем ловушечных поверхностей, но содержащем гравитационные волны, такие поверхности могут формироваться с течением времени, что неизбежно приводит к формированию чёрной дыры и появлению внутри неё гравитационной сингулярности согласно теореме Пенроуза. В 2009 году Христодулу издал книгу, содержащую доказательство этого положения.

### Признание
В 1981 году Христодулу был награждён медалью Отто Гана, а в 1991 — призом Ксантопулоса. В 1993 году он получил стипендию Мак-Артура. В 1998 году получил стипендию Гуггенхайма. За работы по коллапсу скалярного поля и за работы по стабильности пространства Минковского Христодулу был удостоен Bôcher Memorial Prize, наивысшей награды Американского математического общества в области математического анализа. С 2001 года Димитриос — член Американской академии искусств и наук. В 2008 году Христодулу получил премию Томалла по гравитации. В 2011 году Димитриос вместе с Ричардом Гамильтоном удостоился премии Шао по математике «за высокооригинальные работы по нелинейным дифференциальным уравнениям в лоренцевой и римановой геометриях и их приложения к общей теории относительности и топологии». С 2012 года является членом Американского математического общества.

## Основные труды
- Christodoulou, Demetrios & Klainerman, Sergiu. The global nonlinear stability of the Minkowski space (англ.). — Princeton: Princeton University Press, 1993. — ISBN 0-691-08777-6.
- Christodoulou, Demetrios. The action principle and partial differential equations (англ.). — Princeton: Princeton University Press, 2000. — ISBN 0-691-04957-2.
- Christodoulou, Demetrios. The formation of shocks in 3-dimensional fluids (англ.). — Zurich: European Mathematical Society Publishing House, 2007. — ISBN 978-3-03719-031-9.
- Christodoulou, Demetrios. The formation of black holes in general relativity (англ.). — Zurich: European Mathematical Society Publishing House, 2009. — ISBN 978-3-03719-068-5.
- Christodoulou D., Miao S. Compressible Flow and Euler's Equations (англ.). — International Press, 2014. — 602 p. — (Surveys in Modern Mathematics, v. 9). — ISBN 978-1-57146-297-8.